# IC 4076
IC 4076 је елиптична галаксија у сазвјежђу Береникина коса која се налази на листи објеката дубоког неба у Индекс каталогу.
Деклинација објекта је + 23° 23' 23" а ректасцензија 13h 1m 48,5s. Привидна величина (магнитуда) објекта IC 4076 износи 16,2 а фотографска магнитуда 17,2. IC 4076 је још познат и под ознакама NPM1G +23.0308, PGC 1686546.